# Echimys chrysurus
Echimys chrysurus es una especie de roedor de la familia Echimyidae.

## Distribución geográfica
Se encuentra en Brasil, Guayana Francesa, Guayana y Surinam. 